# جبل كوك
قمة كوك أو جبل كوك (بالإنجليزية: Cook Summit)‏ هي أعلى قمة في سلسلة جبال سولفاي بجزيرة برابانت في القارة القطبية الجنوبية، يبلغ ارتفاعه 1,590 متر (5,220 قدم). يقع جبل كوك بين جبل جالين (Galen Peak) وجبل سيلسوس (Celsus Peak).
تم تسمية الجبل في عام 1986 من قبل لجنة أسماء الأماكن في أنتاركتيكا في المملكة المتحدة على اسم الدكتور فريدريك إيه كوك، وهو مستكشف وجراح أمريكي رافق البعثة البلجيكية لإستكشاف أنتاركتيكا سنة 1897-1899 التي كانت بقيادة الملازم أدريان دي جيرلاش.